# Nueva Imperial-i vasúti híd
A ma már használaton kívül levő Nueva Imperial-i vasúti híd Chile egyik ipari műemléke.

## Története
A 20. század elején Nueva Imperial városa jelentős mezőgazdasági és faipari központ volt. Ekkor építették ki a környéken a vasútvonalakat, állomásépületekkel és hidakkal együtt. A mostani híd helyén az első hidat 1902-re építette fel mintegy 80 munkás Juan M. de la Fuente mérnök irányításával, ám ez ekkor még csak egy alacsony teherbírású, a környéken nőtt fákból készült tákolmány volt. Az 1902. augusztus 5-én tartott avatóünnepségen részt vett többek között David Perry, Cautín tartomány intendánsa, Ignacio Anguita, Imperial megye kormányzója, Carlos Thiers, a város polgármestere, Ernesto Sanguino bíró, Francisco Curto pap és José Mercedes Salazar állomásfőnök is, a folyó túlpartján elhelyezkedő zenekar pedig indulókat játszott. A vonat, amelynek először kellett volna átkelnie a hídon, egy mozdonyból, két, homokzsákokkal megrakott tehervagonból és egy személykocsiból állt. A mozdonyt Clianor Barril vezette, rajta kívül még Luis Fernando Muñoz masiniszta és Guillermo Campos fűtő neve is ismert. Az új híd azonban a vonat súlya alatt összeomlott, a szerelvény a folyóba zuhant, többen életüket vesztették.
A katasztrófa után néhány évvel, 1906-ban kezdte meg egy új, erősebb, fémszerkezetű híd építését a francia Schneider–Creusot cég, ezúttal az országban addig nem alkalmazott új technológiával. Darabjai Franciaországban készültek. Ünnepélyes felavatására 1909. július 30-án került sor. A hidat ezután 91 éven át használták, de 2000-ben megszűnt a forgalom a Temuco–Carahue vonalon, így a híd is elhagyatottá vált. Hamarosan a vaspályát is felszedték a környéken.
2008-ban műemlékké nyilvánították.

## Leírás
A híd Chile középső részén, az Araucanía régióban található Nueva Imperial település nyugati részén található a Cholchol folyó fölött, de a folyótól délnyugatra szárazföldi szakasza is van. A fémből készült gerendahíd északkelet–délnyugati irányban húzódik, a várost a tőle nyugatra fekvő Carahuével összekötő szárnyvonal része volt, amíg használták. A vonal 34,458-as és 34,878-as kilométere között található, teljes hosszúsága 418,37 méter, szélessége 5,42 méter.

## Képek

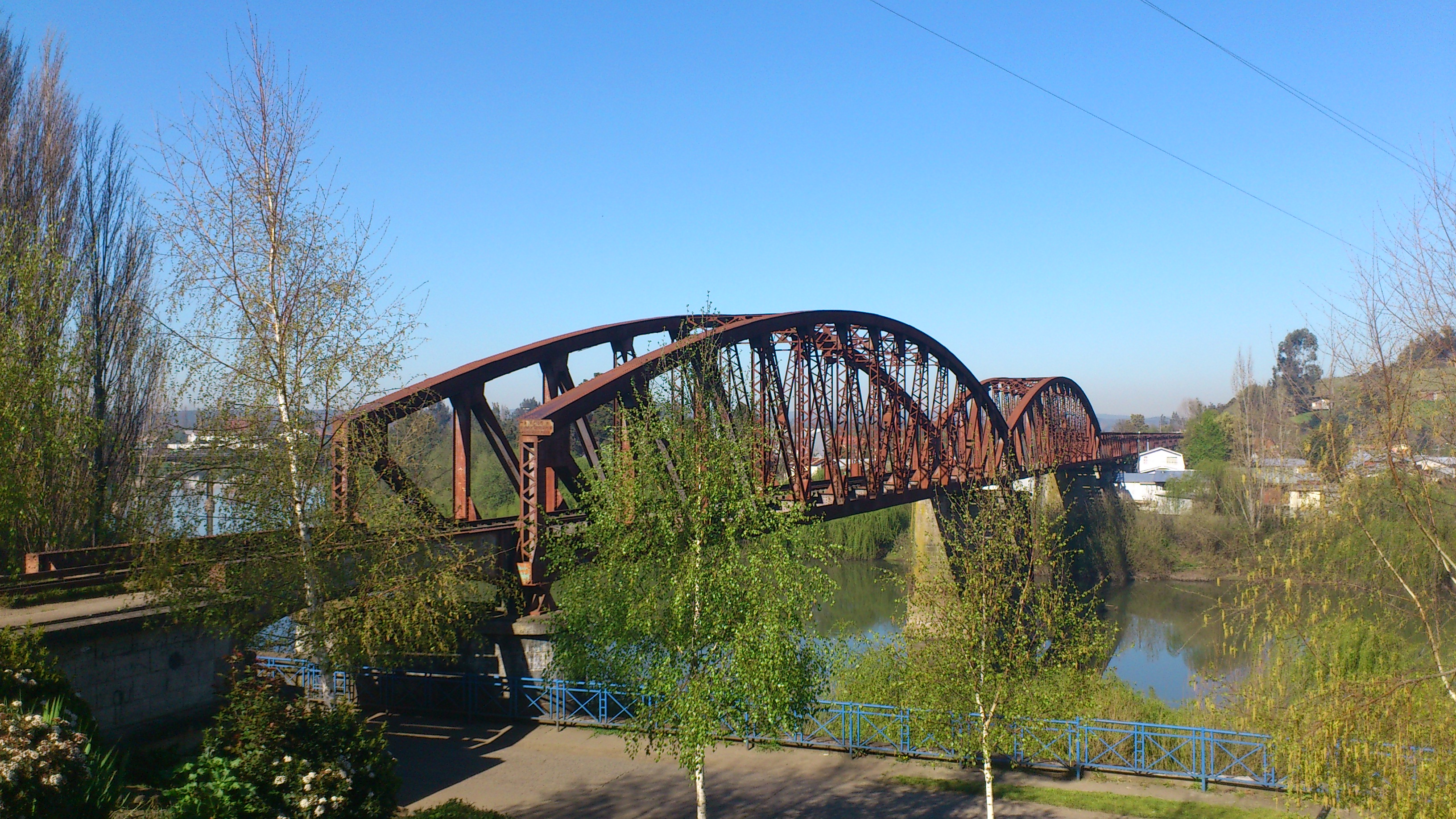
Látkép
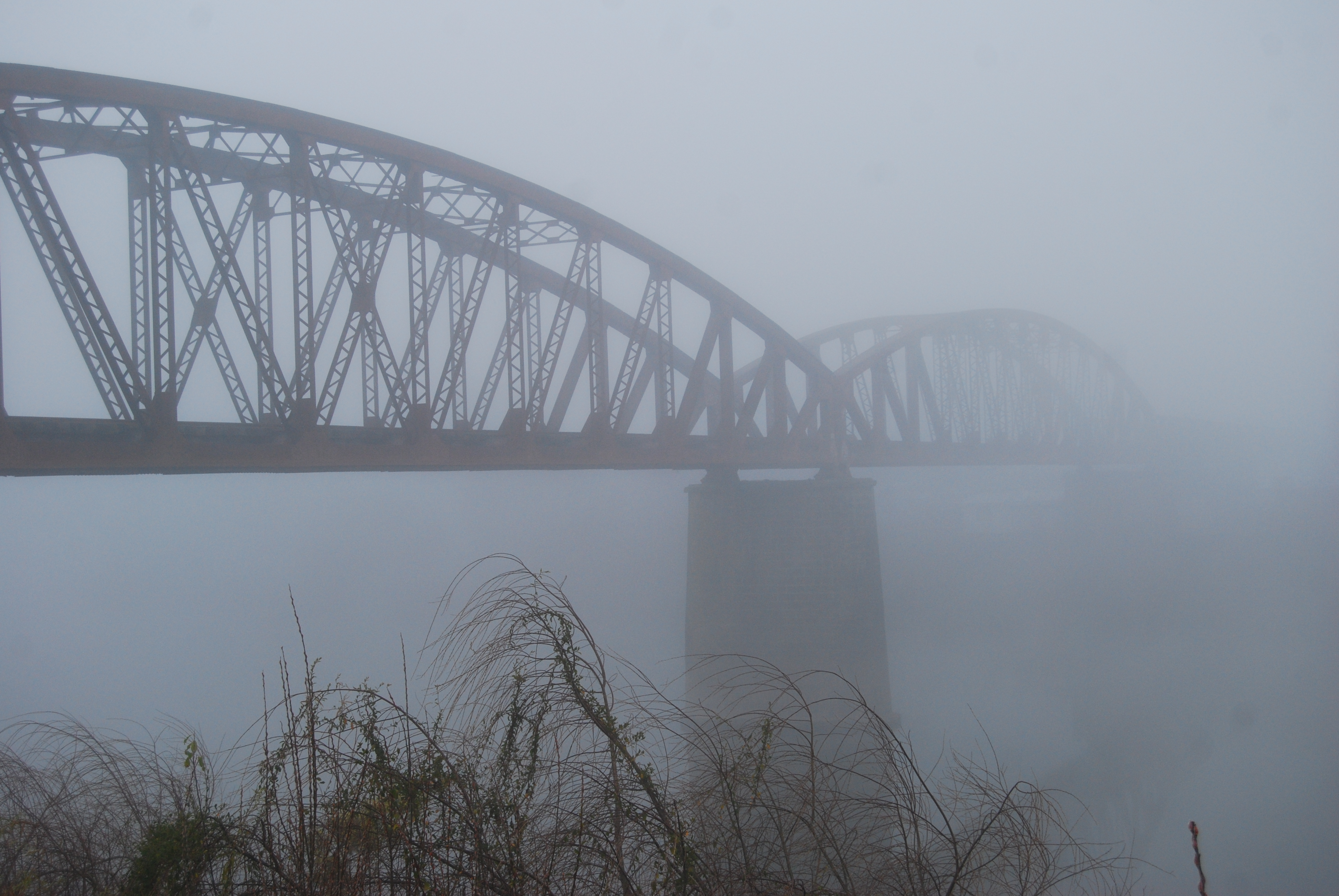
Ködben
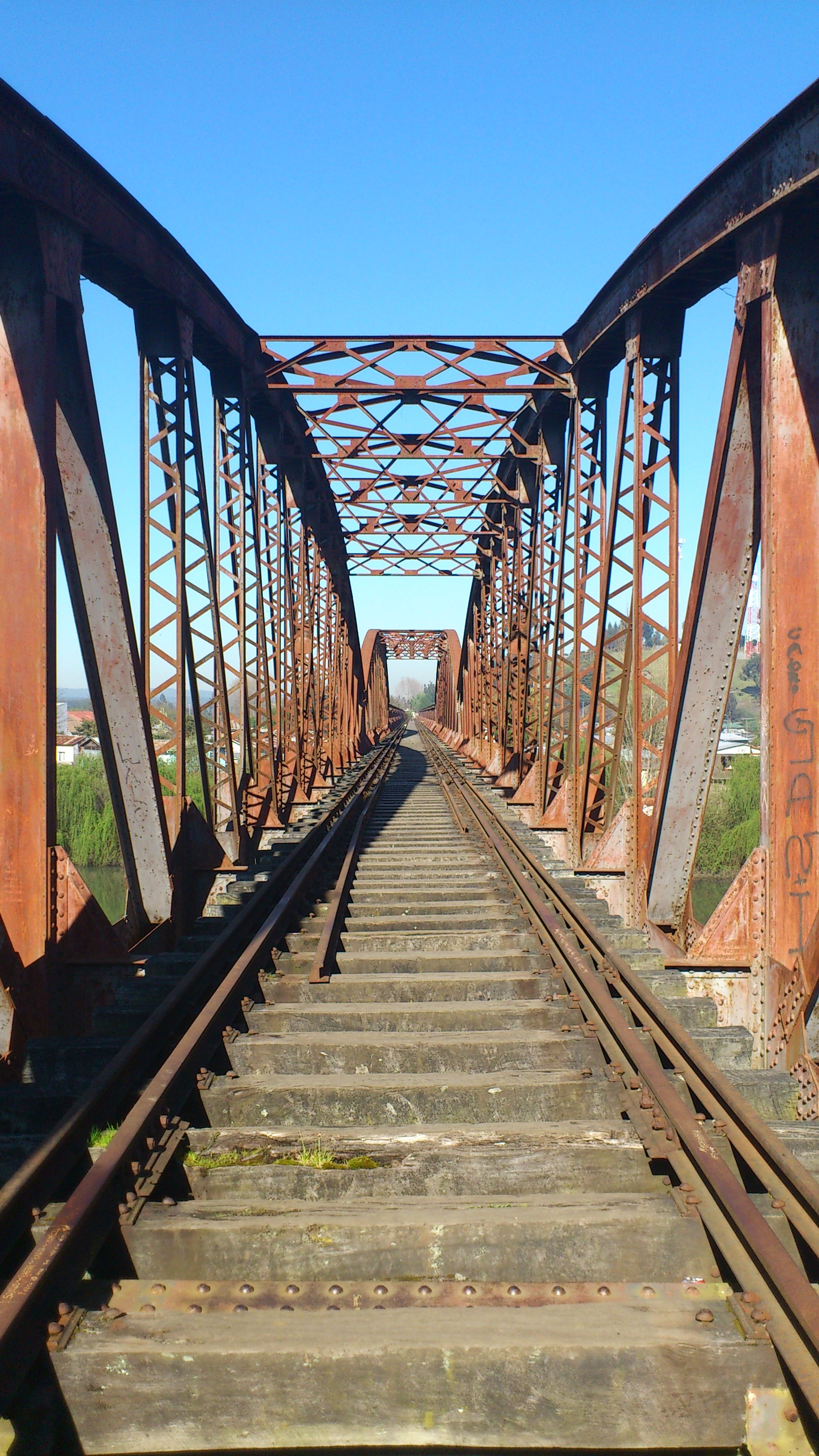
A hídpálya
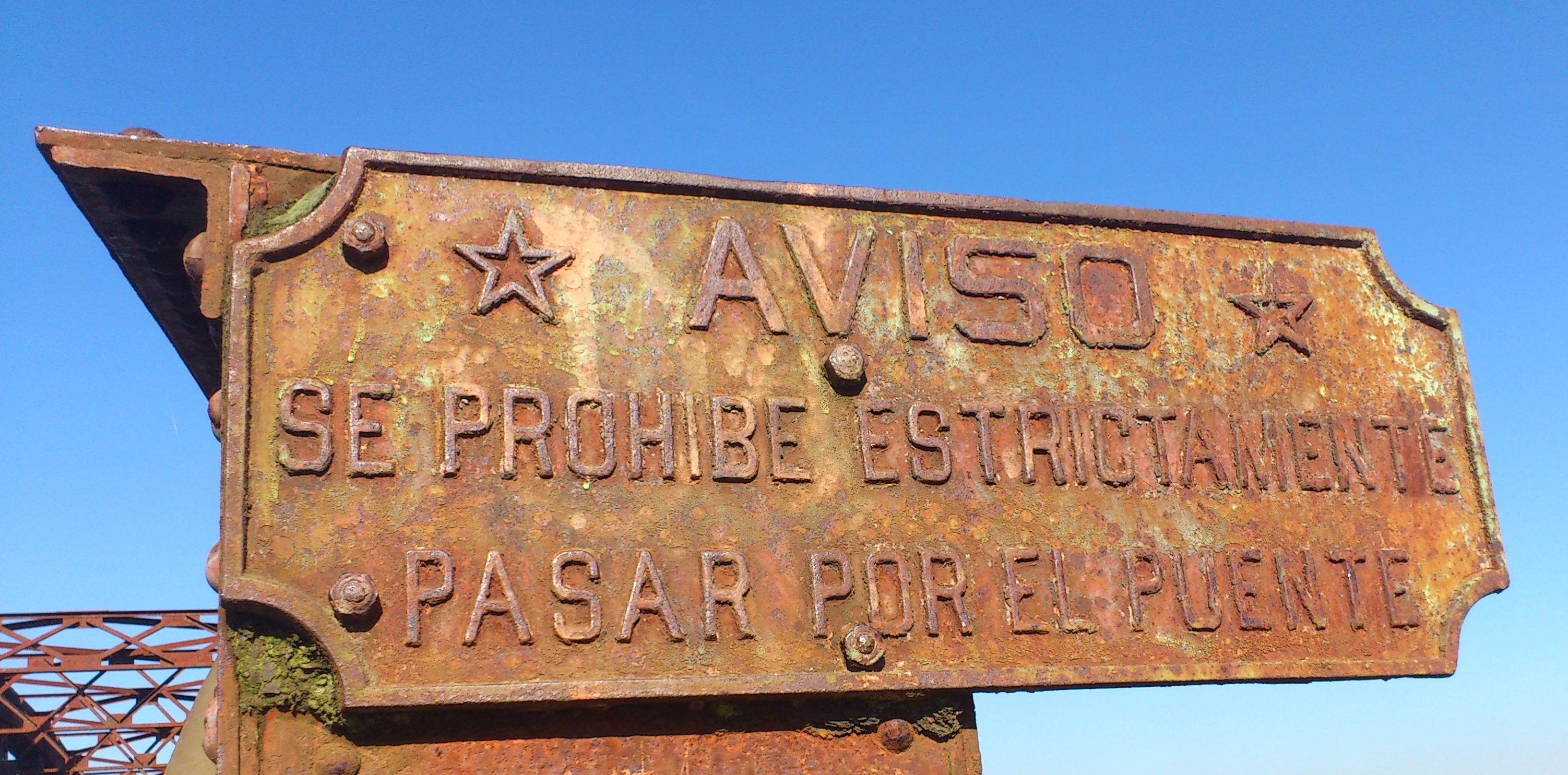
Az áthaladást szigorúan tiltó tábla